# Teoría de la utilidad esperada

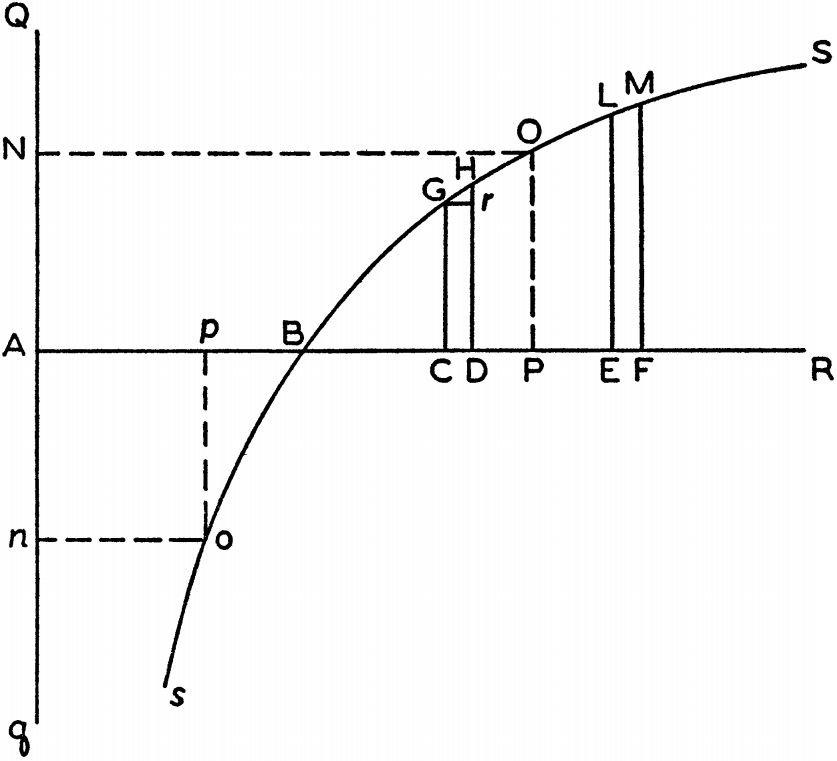
Gráfica de la utilidad de Bernoulli.

La teoría de la utilidad esperada es un modelo de elección racional donde los individuos toman decisiones con incertidumbre (resultados inciertos). Cada resultado posible puede cuantificarse en términos de útiles, y representarse a través de la función de utilidad. La elección preferida, según la teoría, será aquella cuya utilidad esperada sea la más alta; es decir, aquella utilidad que, estando ponderada por su probabilidad, sigue siendo mayor que el resto.
La hipótesis fue inicialmente planteada por Daniel Bernoulli en 1738 a través del concepto de esperanza moral y Gabriel Cramer en 1928. Más adelante, el teorema de la utilidad de Von Neumann-Morgenstern determinó las condiciones necesarias y suficientes para que la teoría de la utilidad esperada se cumpliese. A pesar de las discrepancias que existen, hoy esas condiciones se consideran supuestos que definen una elección racional.

## El modelo de Bernoulli y la paradoja de San Petersburgo
Antes del siglo  XVIII, se creía que las decisiones con incertidumbre se determinaban en función al valor esperado de las loterías (que solo toma en cuenta el valor numérico de las consecuencias y sus respectivas probabilidades).
En 1738, Daniel Bernoulli afirmaba que las decisiones que toman los individuos no surgen solo de los resultados esperados sino también de otros factores definidos a través de una función de utilidad. Para Bernoulli, escoger una opción según su valor esperado no era racional porque en ese caso los individuos apostarían todo (véase paradoja de San Petersburgo). Su argumento era el siguiente: «la ganancia monetaria pueda incrementarse indefinidamente, pero la utilidad de esa riqueza no se incrementa de modo paralelo».
Ejemplo: Dada la siguiente función de utilidad F(x)= √x y la siguiente lotería:
o  (0’5:0’5) probabilidades de obtener (4;9)
Valor esperado= (1/2 x 4) + (1/2 x 9) = 6,5 unidades
Utilidad Esperada= (1/2 x √ 4) + (1/2 x √ 9) = 2,5 útiles

## Axiomas de elección racional
En el s XX, Von Neumann y Morgenstern desarrollaron la idea de Bernoulli y plantearon cuatro axiomas que aseguran una elección racional:
- Preferencias Completas: Un individuo tiene las preferencias bien definidas y siempre puede decidir entre las alternativas, es decir:

Para todo A y B o bien A es preferido a B, está indiferente entre ambas o B es preferido a A.
Ejemplo: María se encuentra en la selva y debe decidir qué ruta seguir para no perderse. Sus opciones son A) Avanzar entre los árboles con un 60% de probabilidades de perderse, B) Seguir la corriente del río con un 50% de probabilidades y C) Continuar por el sendero señalado con un 30% de probabilidades. Para ella, C es preferido a B y B es preferido a A. Por tanto, María prefiere continuar por el sendero (C) (En este ejemplo, las preferencias son completas porque están definidas sobre todas las opciones posibles y María es capaz de decidir entre A, B y C)
- Transitividad: Las preferencias de un individuo, además de ser completas, deben ser consistentes. Es decir, para todo A, B y C con A preferido a B y B preferido a C se debe considerar que A es al menos tan buena como C.

Ejemplo: Juan se encuentra en un casino y debe decidir entre jugar al póker con un 60% de probabilidades de ganar (A), al blackjack con un 50% (B) o la ruleta con un 40% (C).  Entre A y B, prefiere A. Y entre B y C, prefiere B. Por tanto, Juan prefiere jugar al Póker (A) que a la ruleta (C).
En una lotería simple, cada consecuencia es un resultado final y las probabilidades solo dependen de una variable aleatoria.  Por ejemplo, en el juego de la moneda Ana tiene dos opciones: Cara o Cruz. Si sale Cara, recibe un premio. En caso contrario, pierde.
En las loterías compuestas, las consecuencias son, a la vez, loterías y las probabilidades dependen de más de una variable aleatoria. Por ejemplo, en un juego de dados, este se tira y si el número es menor que 4, pierde. Si es mayor, se vuelve a tirar el dado y en caso de ser mayor de 3 recibe un premio. Si es menor, pierde. Para este caso, las probabilidades de ganar o perder dependen de obtener más de un 4 en la primera y más de un 3 en la segunda tirada.
- Independencia: “Si P* es preferida a la lotería P, entonces la combinación aP * + (1 - a)P ** será preferida a la combinación aP +(1 - a)P** para todo a > 0 y P**”[1]

Dadas dos loterías simples P* y P, y unas preferencias definidas. Si cada una formase parte de una lotería compuesta distinta con probabilidad a de obtener P* o P y probabilidad 1-a de obtener un P** cual sea, entonces las preferencias son independientes de la tercera lotería simple P**.
Ejemplo: Hace 1 año, Ana debía decidir cómo invertir 5000$ de sus ahorros y tenía dos opciones:
-Opción P*= Comprar bonos y recibir en 5 años 7500$ seguro
-Opción P= Comprar acciones con un 20% de probabilidades de perder los 5000$ y un 80% de probabilidades de recibir en 5 años 9000$
Ella prefería comprar bonos(P*) a comprar acciones(P), pero justo cuando iba a invertir le robaron todo el dinero.
Un año después, Ana recuperó los 5000$ y al momento de invertir el mercado ya había cambiado (ahora existen dos estados: Estar en alza con probabilidad p o estar en baja con probabilidad 1-p). Sus opciones ahora son:
-         Comprar bonos y recibir los 7500$ (P*) con probabilidad a o con probabilidad 1-a recibir 6000$ (P**)= aP*+ (1-a)P**
-         Comprar acciones con probabilidad a de tener la opción P o con probabilidad 1-a recibir 6000$ (P**) = aP+(1-a)P**
Si se cumple el axioma de independencia, Ana deberá preferir comprar bonos porque independientemente de lo que elija, recibir 6000$ es una alternativa posible que no debe afectar sus preferencias.
- Continuidad: Dadas tres loterías A, B y C donde A es preferido a B y B es preferido a C. Si se cumple el axioma, el individuo es capaz de indicar una probabilidad p para estar indiferente entre B y una lotería compuesta L donde A sale elegida con probabilidad p y C sale elegida con probabilidad 1-p.

Ejemplo de continuidad: Suponga una lotería A donde ganas 10$ seguro, una lotería B donde no recibes nada seguro y una lotería C donde vas a la cárcel seguro. A es preferido a B y B es preferido a C, pero esto significa que existe una probabilidad    p∈ (0, 1) tal que estaría indiferente entre no recibir nada seguro (B) y una lotería compuesta L con p probabilidades de ganar 10$ y 1-p probabilidad de ir a la cárcel.

## Críticas
La teoría de la utilidad esperada intenta explicar qué decisiones son óptimas bajo incertidumbre. Según Kreps, todos estos modelos suponen que la conducta del consumidor está plasmada perfectamente, pero se ha demostrado que aun en esos casos los individuos no tienen por qué seguirlo al pie de la letra. 
El trabajo de Daniel Kahneman y Amos Tversky ha desarrollado explicaciones a supuestos donde los individuos violan los axiomas de la utilidad esperada, entre ellos:

### Supuesto de racionalidad
El Efecto Framing demuestra que los individuos pueden cambiar sus decisiones según cómo se enuncien las loterías. Es decir, dos problemas idénticos y presentados de forma diferente tienen preferencias distintas. Los individuos tienden a evitar el riesgo cuando las consecuencias son ganancias, pero son más arriesgados cuando entre los posibles resultados hay pérdidas.
Otro enfoque del Efecto Framing son las preferencias según el punto de referencia. Para Kahneman y Tversky, algunos comportamientos se explican mejor por las variaciones en la riqueza que por el valor de la riqueza final. Por ejemplo:
Problema 1= Adicional a lo que tienes, recibes 1000$. Ahora debes escoger entre (0’5:0’5) probabilidades de ganar 1000$ ó 0$, o una ganancia segura de 500$.
Problema 2= Adicional a lo que tienes, recibes 2000$. Ahora debes escoger entre (0’5:0’5) probabilidades de perder 1000$ ó 0$, o una pérdida segura de 500$.
Estos dos problemas implican distribuciones idénticas sobre la riqueza final. Sin embargo, cuando se les pregunta a diferentes grupos, un 84% escoge la ganancia segura en el primero y un 69% escoge la opción (0’5:0’5) en el segundo.

### Supuesto de independencia
Uno de los contraejemplos más famosos sobre el axioma de independencia es la paradoja de Allais. Una explicación posible, según Kahneman y Tversky es que los valores que las personas asignan a determinadas consecuencias no son idénticos a sus probabilidades. Por el contrario, según el efecto certeza “a resultados casi ciertos se les de un valor del que su probabilidad justificaría”. Análogamente, el efecto posibilidad plantea que “se valoran resultados poco probables en una medida mayor de la que merecen”1